# 427 до н. е.

## Події
- Тривала Пелопонеська війна. У її ході стався переворот в Коркірі з метою розірвати договір з Афінами, придушений прихильниками останніх за підтримки афінського флоту. Також відбулася експедиція Афін в Сицилію.
- Тривала Друга війна з містом Вейї з боку Римської республіки. Консулами республіки були обрані Гай Сервілій Структ Агала та Луцій Папірій Мугіллан.

### Філософія і мистецтво
- Софіст Горгій переїхав до Афін.
- Поставлено першу комедію Арістофана «Бенкетувальники» (не збереглася).

### Астрономічні явища
- 22 травня. Повне сонячне затемнення.[1]
- 15 листопада. Кільцеподібне сонячне затемнення.[1]

## Народились
- Імператор Коан, 6-й імператор Японії, синтоїстське божество, легендарний монарх.
- Платон — давньогрецький філософ.